# Lavizzara
Lavizzara är en  kommun  i distriktet Vallemaggia i kantonen Ticino, Schweiz. Kommunen har 487 invånare (2023).
Kommunen bildades 4 april 2004 genom en sammanslagning av kommunerna Broglio, Brontallo, Fusio, Menzonio, Peccia och Prato-Sornico.